# Pierre del Vescovo
Pierre del Vescovo , né le 1er juin 1929 à Gap  et mort le 30 juillet 2021 à Saint-Jean (Haute-Garonne), est un corniste français.

## Biographie
Pierre del Vescovo naît le 1er juin 1929 à Nice.
Il étudie au Conservatoire de Paris, où il obtient un 1er prix de cor en 1949.
En 1956, il est lauréat d'un 2e prix au Concours international d'exécution musicale de Genève.
Comme musicien d'orchestre, Pierre del Vescovo est successivement cor solo de l'Orchestre symphonique de Bâle, de l'Orchestre philharmonique d'Israël, de l'Orchestre symphonique de Montréal, puis de l'Orchestre national du Capitole de Toulouse à partir de 1977 et jusqu'à sa retraite,.
En parallèle, il mène une carrière de soliste en tant qu'éminent représentant de l'école française de cor.